# François Chollet

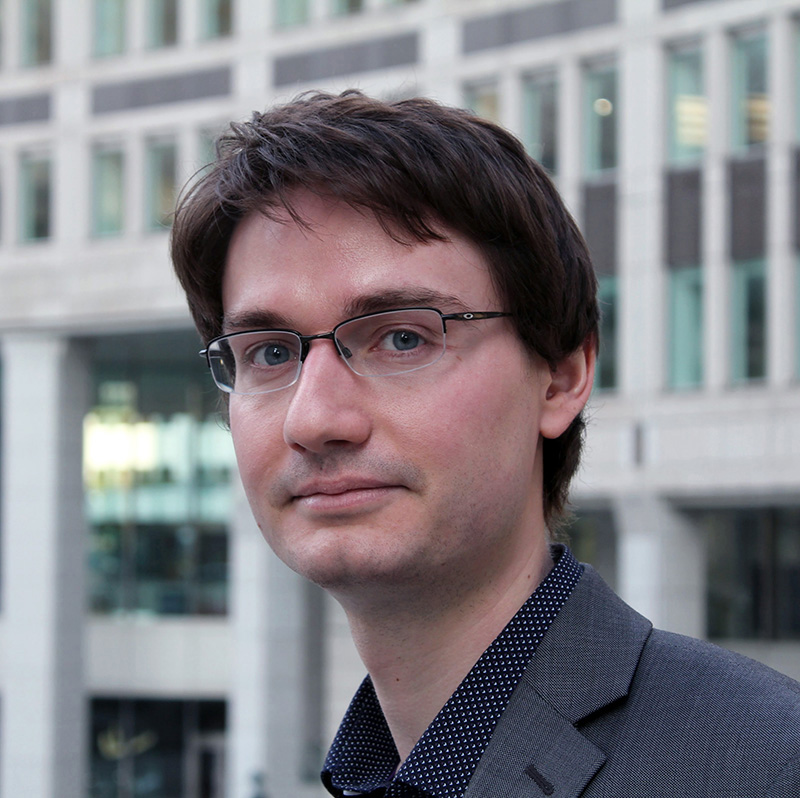
François Chollet (2020)

François Chollet (* 20. Oktober 1989) ist ein französischer Informatiker und Experte der künstlichen Intelligenz (KI). Er hat die Deep-Learning-Programmbibliothek Keras in der Programmiersprache Python ermöglicht.

## Leben
Chollet absolvierte die École nationale supérieure de techniques avancées (ENSTA) in Paris und schloss als Diplomingenieur ab. Er war anschließend an der Universität Tokio im Bereich Computer Vision als Forscher tätig. Seit kurz nach der Erstveröffentlichung von Keras arbeitet er ab August 2015 für Google LLC in Mountain View (Santa Clara County, Kalifornien). Weitere Meilensteine seiner Arbeit waren das KI-Modell Xception und der 2019 formulierte KI-Test mit dem Abstraction and Reasoning Corpus for Artificial General Intelligence (ARC-AGI), einem Set von visuellen Problemen, um die Fähigkeiten von KI-Lösungen zu prüfen. In diesem Zusammenhang hat Chollet seine Definition von Intelligenz eines technischen Systems gegeben: The intelligence of a system is a measure of its skill-acquisition efficiency over a scope of tasks, with respect to priors, experience, and generalization difficulty. Er hat auch seine Einschätzung zur Situation der künstlichen Intelligenz in einem Gespräch geäußert. Darin vertritt er die Auffassung, dass die Investitionen in generative KI auf falschen Versprechen beruhen und übertrieben seien.

## Veröffentlichungen (Bücher)
- François Chollet, J. J. Allaire: Deep Learning With R. Manning Publications, 2018, ISBN 978-1-61729-554-6 (englisch).
- François Chollet: On the Measure of Intelligence. 2019, arxiv:1911.01547 (englisch).
- François Chollet: Deep Learning with Python Second Edition. Manning Publications, 2021, ISBN 978-1-61729-686-4 (englisch).
- François Chollet: Deep Learning mit Python und Keras: Das Praxis-Handbuch vom Entwickler der Keras-Bibliothek. mitp Professional, 2018, ISBN 978-3-95845-838-3.

## Auszeichnungen
- 2021 Global Swiss AI Award for breakthroughs in AI[7][11]